# 杉本稔
杉本 稔（すぎもと みのる、1946年10月12日 - ）は、日本の政治学者、日本大学名誉教授。
東京都生まれ。1969年日本大学法学部卒業。76年同大学院法学研究科修士課程政治学専攻修了。日大法学部専任講師、助教授、98年教授(西洋政治史担当)。2025年、瑞宝中綬章受章。

## 著書
- 『イギリス労働党史研究 労働同盟の形成と展開』北樹出版、1999.12.
- 『現代ヨーロッパ政治史』北樹出版、2007.5. ISBN 9784779303166
- 『デモクラシーの政治学』北樹出版、2008.4.

## 共編著
- 『政治学序説』北岡勲共著. 御茶の水書房、1987.5.
- 『西洋政治史』新訂. 北岡勲共著. 御茶の水書房、1987.4.
- 『現代政治へのアプローチ』藤原孝共編著. 北樹出版、1996.4.
- 『政治の世界』編著. 北樹出版、2004.4.

## 門下生
三澤真明（日本大学法学部専任講師）

## 翻訳
- 『新保守主義の政治理論 ライト・プリンシプルズ』アリソン 藤原孝共訳. 三嶺書房、1988.7.